# تریومف تی‌آر۲
تریومف تی‌آر۲ (Triumph TR۲) خودرویی است که در سال‌های ۱۹۵۳–۱۹۵۵ توسط شرکت انگلیسی تریومف موتور تولید شده‌است.
این خودرو در کلاس خودرو اسپورت قرار گرفته، طول آن در حالت طبیعی ۱۵۱ اینچ (۳٬۸۳۵ میلیمتر)، عرض آن در حالت طبیعی ۵۵ اینچ (۱٬۳۹۷ میلیمتر) و ارتفاع آن در حالت طبیعی ۵۰ اینچ (۱٬۲۷۰ میلیمتر) و وزن آن در حالت طبیعی ۲٬۱۰۰ پوند (۹۵۳ کیلوگرم) است.
موتور آن ۱۹۹۱ سی‌سی سیستم جعبه‌دندهٔ آن ۴ دنده به صورت دستی است.